# Асаново (Башкортостан)
Асаново (баш. Әсән) — село в Уфимском районе Республики Башкортостан Российской Федерации. Входит в состав Кармасанского сельсовета.

## География

### Географическое положение
Находится на берегу реки Кармасан.
Расстояние до:
- районного центра (Уфа): 50 км,
- центра сельсовета (Кармасан): 2 км,
- ближайшей ж/д станции (Уфа): 50 км.

## История
Деревня Асаново в 1780 г. стала сословно смешанной, тогда по договору от 6 июня башкиры-вотчинники припустили сюда мещеряков(татар-мишарей) (в другом документе говорится о покупке ими земли). Через 8 лет был повторен припуск.
Первоселенец по выявленным источникам неизвестен.

В 1795 г. здесь были взяты на учет 20 б.-в., 68 м., в 1816 г. — 50 б.-в., 130 м., в 1834 г. — 57 б.-в., 206 м.. Всех жителей в 1896 г. было 779 человек. 
В 1843 г. на 57 башкир-вотчинников сеяли 88 пудов озимого и 328 пудов ярового хлеба, или по 7,3 пуда на каждого. На 206 мещеряков было засеяно 520 пудов озимого и 824 пуда ярового хлеба, или 6,5 пуда на каждого. Под пашней все имели 202 десятины.
Прихожане имели мечеть, которая взята на учет в 1816 г. В конце XIX в. имели бакалейную лавку и хлебо-запасный магазин.

Согласно данным всероссийской сельскохозяйственной переписи 1920 года в селе проживало - 1137 мишарей.

## Население
| 2002 | 2009 | 2010 |
| ---- | ---- | ---- |
| 345  | ↗406 | ↗427 |

Национальный состав
Согласно переписи 2010 года, преобладающая национальность — татары.

## Известные уроженцы
- Хамит Фазлеевич Нуреев — отец выдающегося танцовщика мирового значения, балетмейстера Рудольфа Нуреева.